# آرکائول (شهرستان کاراایدلسکی، باشقیرستان)
آرکائول (انگلیسی: Arkaul, Karaidelsky District, Republic of Bashkortostan) یک شهرک در شهرستان کاراایدلسکی استان باشقیرستان کشور روسیه است.